# 米濟亞市鎮

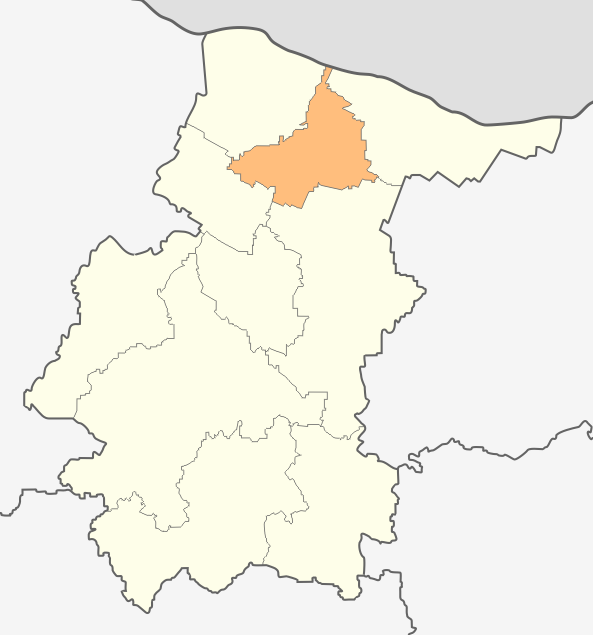

米濟亞市，是保加利亞的城鎮，位於該國西北部，由弗拉察州負責管轄，首府設於米濟亞，面積209平方公里，2011年人口7,570，人口密度每平方公里36.22人。